# Rugby-Union-Südamerikameisterschaft 2015
Die Rugby-Union-Südamerikameisterschaft 2015 (spanisch Sudamericano de Rugby 2015) der Division A war die 37. Ausgabe der südamerikanischen Kontinentalmeisterschaft in der Sportart Rugby Union. Wie im Vorjahr nahmen in der Division A die Nationalmannschaften von Brasilien, Chile, Paraguay und Uruguay teil. Es gab keinen festen Austragungsort, stattdessen musste jede Mannschaft mindestens ein Auswärtsspiel bestreiten. Argentinien war nicht beteiligt und spielte stattdessen im CONSUR Cup 2015 gegen die beiden bestplatzierten Teams der Südamerikameisterschaft 2014. Der diesjährige Südamerikameister und der Zweitplatzierte qualifizierten sich für den Sudamérica Rugby Cup 2016. Den Titel des südamerikanischen Meisters holte sich zum ersten Mal überhaupt Chile.
Im selben Jahr fand der Wettbewerb der Division B statt, der vier weitere Nationalteams aus Ecuador, Kolumbien, Peru und Venezuela umfasste. Diese Spiele wurden in der peruanischen Hauptstadt Lima ausgetragen. Am Turnier der Division C in der salvadorianischen Hauptstadt San Salvador beteiligten sich die Nationalmannschaften von Costa Rica, El Salvador, Guatemala und Panama.

## Division A

### Tabelle
Für einen Sieg gab es drei Punkte, für ein Unentschieden einen Punkt, bei einer Niederlage null Punkte.
|    | Land      | Spiele | Siege | Unent. | Ndlg. | Spiel- punkte | Diff. | Tabellen- punkte |
| -- | --------- | ------ | ----- | ------ | ----- | ------------- | ----- | ---------------- |
| 1. | Chile     | 3      | 3     | 0      | 0     | 97:43         | + 54  | 9                |
| 2. | Uruguay   | 3      | 2     | 0      | 1     | 140:42        | + 98  | 6                |
| 3. | Paraguay  | 3      | 1     | 0      | 2     | 48:123        | − 75  | 3                |
| 4. | Brasilien | 3      | 0     | 0      | 3     | 23:100        | − 77  | 0                |

### Ergebnisse
| 11. April 2015 16:00 UTC−3 | Uruguay | 77 : 3         | Paraguay               | Estadio Charrúa, Montevideo Schiedsrichter: Henrique Platais (Brasilien) |
| 11. April 2015 16:00 UTC−3 | Versuche: Alonso Arboleya Bulanti O. Durán Etcheverry (2) Gibernau (2) Kessler Leivas Roman Erhöhungen: Etcheverry (11) | (49:0) Bericht | Straftritte: Alvarenga | Estadio Charrúa, Montevideo Schiedsrichter: Henrique Platais (Brasilien) |

Das Spiel zählte zusätzlich für den CONSUR Cup 2015.
| 18. April 2015 16:00 UTC−3 | Uruguay | 48 : 9         | Brasilien                | Estadio Charrúa, Montevideo Schiedsrichter: Jason Mola (Argentinien) |
| 18. April 2015 16:00 UTC−3 | Versuche: Alonso Blengio A. Durán Gibernau (2) Silva Erhöhungen: Blengio (2) Etcheverry Straftritte: Blengio (2) Etcheverry (2) | (18:9) Bericht | Straftritte: Morales (3) | Estadio Charrúa, Montevideo Schiedsrichter: Jason Mola (Argentinien) |

| 25. April 2015 17:00 UTC−3 | Chile                                                                                             | 32 : 3         | Brasilien            | CARR de la Reina, Santiago de Chile Schiedsrichter: Alejandro Longres (Uruguay) |
| 25. April 2015 17:00 UTC−3 | Versuche: Hurtado Zunino Erhöhungen: Valderrama (2) Straftritte: Valderrama (5) Dropgoals: Onetto | (15:3) Bericht | Straftritte: Morales | CARR de la Reina, Santiago de Chile Schiedsrichter: Alejandro Longres (Uruguay) |

| 3. Mai 2015 19:00 UTC−4 | Paraguay                                                                          | 25 : 35           | Chile                                                                                              | Parque Olimpico, Asunción Schiedsrichter: Claudio Antonio (Argentinien) |
| 3. Mai 2015 19:00 UTC−4 | Versuche: Bareiro (2) Chávez Erhöhungen: Alvarenga (2) Straftritte: Alvarenga (2) | (22 : 21) Bericht | Versuche: Ayarza Cabrera Fernández Perrotta Erhöhungen: Valderrama (3) Straftritte: Valderrama (3) | Parque Olimpico, Asunción Schiedsrichter: Claudio Antonio (Argentinien) |

| 9. Mai 2015 13:00 UTC−3 | Brasilien                                    | 11 : 20       | Paraguay                                                                         | Estádio das Montanhas, Bento Gonçalves Schiedsrichter: Francisco González (Uruguay) |
| 9. Mai 2015 13:00 UTC−3 | Versuche: Tavares Straftritte: Morales Veiga | (8:7) Bericht | Versuche: Alvarenga Montiel Erhöhungen: Alvarenga (2) Straftritte: Alvarenga (2) | Estádio das Montanhas, Bento Gonçalves Schiedsrichter: Francisco González (Uruguay) |

| 9. Mai 2015 17:00 UTC−3 | Chile                                                                                   | 30 : 15        | Uruguay                                                                   | CARR de la Reina, Santiago de Chile Schiedsrichter: Mauro Rivera (Argentinien) |
| 9. Mai 2015 17:00 UTC−3 | Versuche: Onetto Perrotta Zunino Erhöhungen: Valderrama (3) Straftritte: Valderrama (3) | (23:8) Bericht | Versuche: Prada Strafversuch Erhöhungen: A. Durán Straftritte: Etcheverry | CARR de la Reina, Santiago de Chile Schiedsrichter: Mauro Rivera (Argentinien) |

## Division B

### Tabelle
Für einen Sieg gab es drei Punkte, für ein Unentschieden einen Punkt, bei einer Niederlage null Punkte.
|    | Land      | Spiele | Siege | Unent. | Ndlg. | Spiel- punkte | Diff. | Tabellen- punkte |
| -- | --------- | ------ | ----- | ------ | ----- | ------------- | ----- | ---------------- |
| 1. | Kolumbien | 3      | 3     | 0      | 0     | 138:33        | + 105 | 9                |
| 2. | Peru      | 3      | 2     | 0      | 1     | 69:38         | + 31  | 6                |
| 3. | Venezuela | 3      | 1     | 0      | 2     | 57:68         | − 11  | 3                |
| 4. | Ecuador   | 3      | 0     | 0      | 3     | 24:149        | − 125 | 0                |

### Ergebnisse
| 8. November 2015 | Kolumbien | 77 : 13 | Ecuador | Colegio Newton, Lima |
| 8. November 2015 |           |         |         | Colegio Newton, Lima |

| 8. November 2015 | Peru | 24 : 10 | Venezuela | Colegio Newton, Lima |
| 8. November 2015 |      |         |           | Colegio Newton, Lima |

| 11. November 2015 | Kolumbien | 33 : 5 | Venezuela | Colegio Newton, Lima |
| 11. November 2015 |           |        |           | Colegio Newton, Lima |

| 11. November 2015 | Peru | 30 : 0 | Ecuador | Colegio Newton, Lima |
| 11. November 2015 |      |        |         | Colegio Newton, Lima |

| 14. November 2015 | Venezuela | 42 : 11 | Ecuador | Colegio Newton, Lima |
| 14. November 2015 |           |         |         | Colegio Newton, Lima |

| 14. November 2015 | Kolumbien | 28 : 15 | Peru | Colegio Newton, Lima |
| 14. November 2015 |           |         |      | Colegio Newton, Lima |

## Division C

### Tabelle
Für einen Sieg gab es drei Punkte, für ein Unentschieden einen Punkt, bei einer Niederlage null Punkte.
|    | Land        | Spiele | Siege | Unent. | Ndlg. | Spiel- punkte | Diff. | Tabellen- punkte |
| -- | ----------- | ------ | ----- | ------ | ----- | ------------- | ----- | ---------------- |
| 1. | Guatemala   | 3      | 3     | 0      | 0     | 118:37        | + 81  | 9                |
| 2. | Costa Rica  | 3      | 2     | 0      | 1     | 136:36        | + 100 | 6                |
| 3. | El Salvador | 3      | 1     | 0      | 2     | 54:52         | + 2   | 3                |
| 4. | Panama      | 3      | 0     | 0      | 3     | 15:198        | − 183 | 0                |

### Ergebnisse
| 6. Dezember 2015 | El Salvador | 32 : 0 | Panama | San Salvador |
| 6. Dezember 2015 |             |        |        | San Salvador |

| 6. Dezember 2015 | Guatemala | 19 : 17 | Costa Rica | San Salvador |
| 6. Dezember 2015 |           |         |            | San Salvador |

| 9. Dezember 2015 | El Salvador | 14 : 26 | Costa Rica | San Salvador |
| 9. Dezember 2015 |             |         |            | San Salvador |

| 9. Dezember 2015 | Guatemala | 73 : 12 | Panama | San Salvador |
| 9. Dezember 2015 |           |         |        | San Salvador |

| 12. Dezember 2015 | Costa Rica | 93 : 3 | Panama | San Salvador |
| 12. Dezember 2015 |            |        |        | San Salvador |

| 12. Dezember 2015 | El Salvador | 8 : 26 | Guatemala | San Salvador |
| 12. Dezember 2015 |             |        |           | San Salvador |